# Zaleđe Trogira
Zaleđe Trogira este o arie protejată (sit de importanță comunitară — SCI) din Croația întinsă pe o suprafață de 18.626,37 ha, integral pe uscat.

## Localizare
Centrul sitului Zaleđe Trogira este situat la coordonatele 43°33′47″N 16°10′35″E / 43.56311°N 16.176461°E.

## Înființare
Situl Zaleđe Trogira a fost declarat sit de importanță comunitară în iulie 2013 pentru a proteja 5 specii de animale.

## Biodiversitate
Situată în ecoregiunea mediteraneană, aria protejată conține 4 habitate naturale: Peșteri inaccesibile publicului, Pseudostepă cu ierburi și specii anuale de Thero-Brachypodietea, Pajiști uscate din regiunea submediteraneeană estică (Scorzoneratalia villosae), Pante stâncoase calcaroase cu vegetație casmofită.
La baza desemnării sitului se află mai multe specii protejate:
- mamifere (1): liliacul mare cu potcoavă (Rhinolophus ferrumequinum)
- nevertebrate (1): Proterebia afra dalmata
- reptile (3): șarpele cu patru dungi (Elaphe quatuorlineata), Elaphe situla, țestoasă bănățeană (Testudo hermanni)